# Bourg-des-Comptes
Bourg-des-Comptes è un comune francese di 2 698 abitanti situato nel dipartimento dell'Ille-et-Vilaine nella regione della Bretagna.

## Società

### Evoluzione demografica
Abitanti censiti